# 高增培
高增培（1916年7月—1996年1月15日），又名高峰，男，汉族，陕西横山殿市镇李继先村人，中华人民共和国政治人物，曾任内蒙古自治区人民委员会副主席，内蒙古自治区人大常委会副主任。